# Eurytoma salicisaquatica
Eurytoma salicisaquatica is een vliesvleugelig insect uit de familie Eurytomidae. De wetenschappelijke naam is voor het eerst geldig gepubliceerd in 1970 door Bugbee.